# 36-я пехотная дивизия (США)
36-я пехотная дивизия (англ. 36th Infantry Division) — тактическое соединение (дивизия) Армии Национальной гвардии ВС США, является частью Армии Национальной гвардии штата Техас.
Прозвище — «Техасская дивизия» (Texas Division).

## Первая мировая война
- Сформирована в июле 1918 года. Переброшена во Францию на Западный фронт в июле 1918 года, в составе 1-й американской армии генерала Першинга принимала участие в Мез-Арагонской операции. Расформирована в июне 1919 года.

## Вторая мировая война
- Сформирована 25 ноября 1940 года в Сан-Антонио, Техас.
- Состав: 141, 142, 143-й пехотные полки; 155-й (сред.), 131, 132, 133-й (лег.) полевые артиллерийские батальоны.
- Кампании: Северная Африка (апрель — май 1943 г.), Италия (сентябрь 1943 — июль 1944 гг.) 9 сентября 1943 года десантировалась в Салерно. Участвовала в битве под Монте-Кассино. 15 августа 1944 г. высадилась в южной Франции в рамках операции «Драгун». В мае 1945 года в Австрии военнослужащими 36-й дивизии был захвачен в плен генерал-фельдмаршал Герд фон Рунштедт.

## Структура

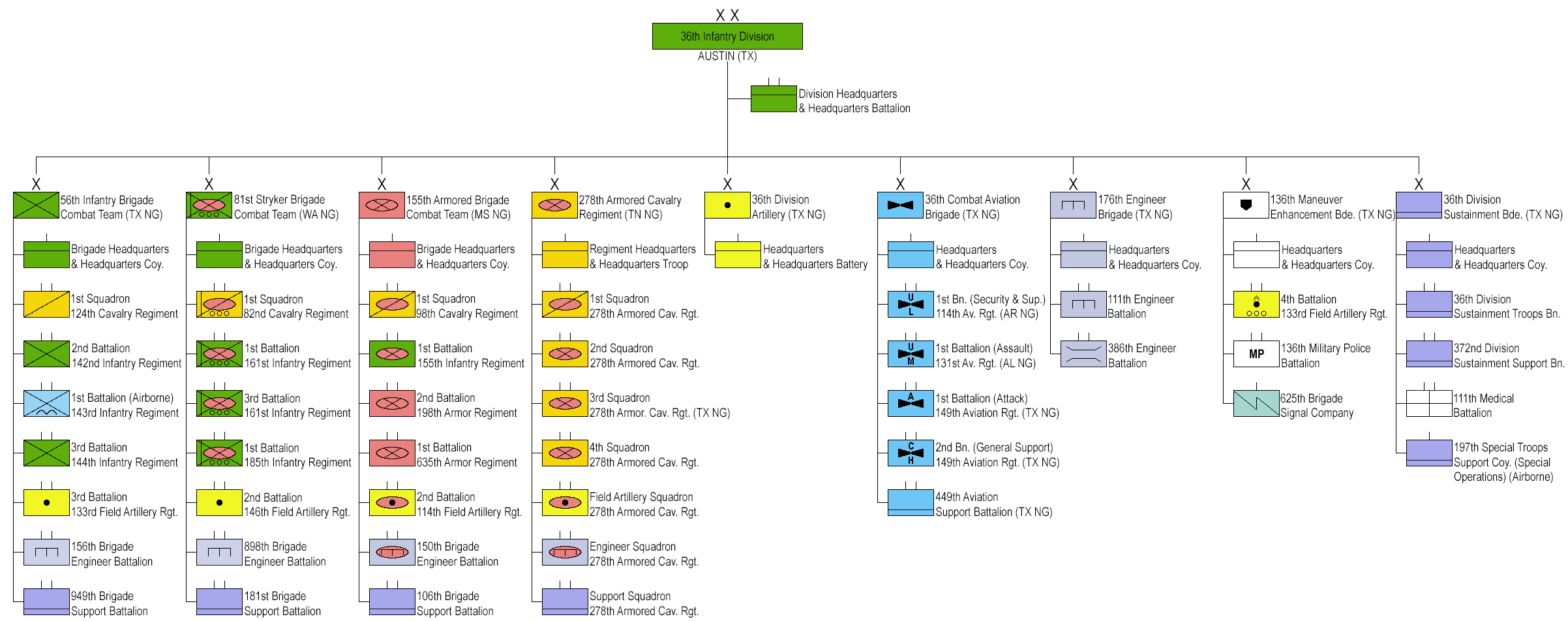
ОШС 36-й пехотной дивизии на 2023 год.

### 2023 год
- Штаб и штабной батальон
- 56-я пехотная бригада (56th Infantry Brigade Combat Team) (Армия Национальной гвардии штата Техас)
  - Штаб бригады и штабная рота (Brigade Headquarters & Headquarters Company)
  - 1-й эскадрон 124-го кавалерийского полка (1st Squadron, 124th Cavalry Regiment) (RSTA)
  - 2-й батальон 142-го пехотного полка (2nd Battalion, 142nd Infantry Regiment)
  - 3-й батальон 144-го пехотного полка (3rd Battalion, 144th Infantry Regiment)
  - Н-й батальон н-го пехотного полка
  - 3-й дивизион 133-го артиллерийского полка (3rd Battalion, 133rd Field Artillery Regiment)
  - 156-й инженерно-сапёрный батальон (156th Brigade Engineer Battalion)
  - 949-й батальон поддержки бригады (949th Brigade Support Battalion)
- 81-я механизированная бригада (81st Stryker Brigade Combat Team) (Армия Национальной гвардии штата Вашингтон)
  - Штаб и штабная рота бригады (Headquarters and Headquarters Company)
  - 1-й эскадрон 82-го кавалерийского полка (1st Squadron, 82nd Cavalry Regiment (RSTA)) (разведывательный)
  - 1-й батальон 161-го пехотного полка (1st Battalion, 161st Infantry Regiment (Stryker))
  - 3-й батальон 161-го пехотного полка (3rd Battalion, 161st Infantry Regiment (Stryker))
  - 1-й батальон 185-го пехотного полка (1st Battalion, 185th Infantry Regiment (Stryker))
  - 2-й дивизион 146-го артиллерийского полка (2nd Battalion, 146th Field Artillery Regiment)
  - 898-й инженерно-сапёрный батальон (898th Brigade Engineer Battalion)
  - 181-й батальон поддержки бригады (181st Brigade Support Battalion)
- 155-я бронетанковая бригада (155th Armored Brigade Combat Team) (Армия Национальной гвардии штата Миссисипи)
  - Штаб и штабная рота (Headquarters and Headquarters Company)
  - 1-й эскадрон 98-го кавалерийского полка (1st Squadron, 98th Cavalry Regiment)
  - 2-й батальон 198-го бронетанкового полка (2nd Battalion, 198th Armor Regiment)
  - 1-й батальон 635-го бронетанкового полка (1st Battalion, 635th Armor Regiment)
  - 1-й батальон 155-го пехотного полка (1st Battalion, 155th Infantry Regiment)
  - 2-й дивизион 114-го артиллерийского полка (2nd Battalion, 114th Field Artillery Regiment)
  - 150-й инженерно-сапёрный батальон (150th Brigade Engineer Battalion)
  - 106-й батальон поддержки бригады (106th Brigade Support Battalion)
- 278-й бронекавалерийский полк (278th Armored Cavalry Regiment) (Армия Национальной гвардии штата Теннесси)
  - Штаб и штабная рота (Headquarters & Headquarters Troop)
  - 1-й эскадрон (1st Squadron)
  - 2-й эскадрон (2nd Squadron)
  - 3-й эскадрон (3rd Squadron)
  - 4-й эскадрон (4th Squadron)
  - Артиллерийский дивизион (Regimental Fires Squadron (Hickory))
  - Инженерно-сапёрный эскадрон (Regimental Engineer Squadron (Phoenix))
  - эскадрон поддержки бригады (Support Squadron (Thunderbolt))
- Бригада армейской авиации (Combat Aviation Brigade, 36th Infantry Division) (Армия Национальной гвардии штата Техас)
  - Штаб и штабная рота (Headquarters and Headquarters Company)
  - 2-й батальон (общей поддержки) 149-го авиационного полка (2nd Battalion, 149th Aviation Regiment (General Support))
  - 1-й батальон (ударно-разведывательный) 149-го авиационного полка (1st Battalion, 149th Aviation Regiment (Attack/Recon))
  - 3-й батальон (штурмовой) 131-го авиационного полка (3rd Battalion, 131st Aviation Regiment (Assault)) (Армия Национальной гвардии штата Алабама)
  - 1-й батальон (охраны и поддержки) 114-го авиационного полка (1st Battalion, 114th Aviation Regiment (Security & Support)) (Армия Национальной гвардии штата Арканзас)
  - 449-й батальон тылового обеспечения (449th Aviation Support Battalion)
- 36-я бригада поддержки (36th Sustainment Brigade)
- 176-я инженерная бригада (176th Engineer Brigade) (Армия Национальной гвардии штата Техас)
- 136-я бригада повышения манёвренности (136th Maneuver Enhancement Brigade)

## Командиры
- генерал-майор Фред Л. Уокер (сентябрь 1941 — июнь 1944 гг.)
- генерал-майор Джон Э. Далквист (июль 1944 — ?)

## Известные воины дивизии
- Уайз, Гомер Ли — в 1944 году, будучи сержантом в 142-м пехотном полку дивизии, совершил подвиг во время высадки союзников в Италии во Вторую мировую войну, награждён высшей военной награды США — Медалью Почёта.